# Gunnar Johansson
Gunnar Johansson (Hjertun, 29 febbraio 1924 – Aix-en-Provence, 14 febbraio 2003) è stato un calciatore svedese, di ruolo difensore.